# Cinctura lilium
El caracol de mar tulipán rayado (Cinctura lilium), previamente conocido como Fasciolaria lilium es una especie de gasterópodo marino perteneciente a la familia Fasciolariidae.1 Es una especie carnívora que vive en zonas lagunares poco profundas.2

## Clasificación y descripción
Concha grande de color gris. Lisas sin ornamentaciones. Presenta de siete a ocho líneas de color púrpura a lo largo de las vueltas. La segunda vuelta nuclear presenta canaladuras axiales tenues, seguidas por 13 costillas por vuelta en las dos siguientes. La Última vuelta presenta 9-10 líneas espirales de color marrón, con fondo de color blanco-amarillento.2,3 En México es considerado como una especie de potencial pesquero, sin embargo se conoce poco sobre sus estrategias reproductoras.4

## Distribución
El caracol marino Cinctura lilium es una especie endémica de México, se distribuye desde California del Sur y Golfo de México, desde la costa de Florida y Texas, hasta el Caribe.2,3

## Hábitat
Vive en fondos de arena y pastos marinos, entre los 3 y los 40 m(3).

## Estado de Conservación
Hasta el momento en México no se encuentra en ninguna categoría de protección, ni en la Lista Roja de la IUCN (International Union for Conservation of Nature) ni en CITES (Convención sobre el Comercio Internacional de Especies Amenazadas de Fauna y Flora Silvestres).